# Кров у наших криницях
«Кров у наших криницях» (англ. Blood in Our Wells) — четвертий студійний альбом фолк блек-метал гурту «Drudkh», виданий у 2006 році лейблом «Supernal Music». Перевиданий 2010-го з новим оформленням на «Season of Mist».
Назву «Кров у наших криницях…» узято з уривка поезії Олега Ольжича «Був же вік золотий» 1935 року. Тексти складені з лірики Ліни Костенко «І засміялась провесінь…» (1980), Олександра Олеся «Колись здавався ти мені орлом підтятим» (1908), Тараса Шевченка «Думи мої, думи…» (1839) та Юрія Клена «Попіл імперій» (1929).
Титл та реверс першого варіанту диску оформленні відповідно до картин Василя Перова «Проводи покійника» та Олександра Мурашка «Похорон кошового». Титл перевидання з мотивів картини Михайла Кривенка «Їхав козак на війноньку». Дизайном обкладинок займався Sir Gorgoroth.
Альбом посів 35-те місце у Топ-40 2006 року за версією Terrorizer.

## Список композицій
| #     | Назва                                                                                                 | Тривалість |
| ----- | --- | ---------- |
| 1.    | «Навь (англ. Nav')» (інструментальна зі стрічки «Мамай»)                                              | 2:25       |
| 2.    | «Борозни Богів (англ. Furrows of Gods)» (лірика Ліна Костенко)                                        | 8:57       |
| 3.    | «Коли Пломінь Перетворюється на Попіл (англ. When the Flame Turns to Ashes)» (лірика Олександр Олесь) | 10:37      |
| 4.    | «Самітність (англ. Solitude)» (лірика Тарас Шевченко)                                                 | 12:24      |
| 5.    | «Вічність (англ. Eternity)» (лірика Юрій Клен)                                                        | 10:38      |
| 6.    | «Українська Повстанська Армія (англ. Ukrainian Insurgent Army)» (інструментальна)                     | 5:02       |
| 50:03 | |            |

## Склад на момент запису
- Роман «Thurios» Благих — вокал, клавішні
- Роман Саєнко — гітара, бас

### Запрошені виконавці
- Микола «Amorth» Состін — ударні